# Беззвучна небна преградна съгласна
Беззвучната небна преградна съгласна е вид съгласен звук, използван в някои говорими езици. В Международната фонетична азбука той се отбелязва със символа c. Той е сходен с българския звук, обозначаван с „к“, но се учленява по-напред по небцето.
Беззвучната небна преградна съгласна се използва в езици като македонска литературна норма (вреќа, [ˈvrɛca]), румънски (chin, [cin]), френски (qui, [ci]), турски (köy, [cʰœj]).
В книжовния български не се използва беззвучна небна преградна съгласна без йотация на следващата гласна, но звукът не е рядък в много от западните диалекти ([bˈoɫca], [mˈajca], [rakˈijca]). В някои от тези диалекти той може да замества и беззвучната венечна преградна съгласна (т): [brˈaca], [gˈoscɛ], [t͡svˈɛcɛ].